# Hrádek (písník)
Písník Hrádek je velká vodní plocha o rozloze cca 55 ha vzniklá po těžbě štěrkopísku ukončené v 90. letech 20. století. Písník se nalézá na katastru obce Stéblová v okrese Pardubice asi 2 km západně od centra obce u silnice II/333 spojující Lázně Bohdaneč s Hradcem Králové. Písník je v letním období využíván jako přírodní koupaliště a naturistický kemp. Písník Hrádek je oddělen od sousedního písníku Oplatil I úzkou písečnou hrází. V roce 2012 získala písník do svého majetku společnost Marina Kemp Stéblová, která má v úmyslu vybudovat zde v budoucnu jachtařské středisko.

## Galerie

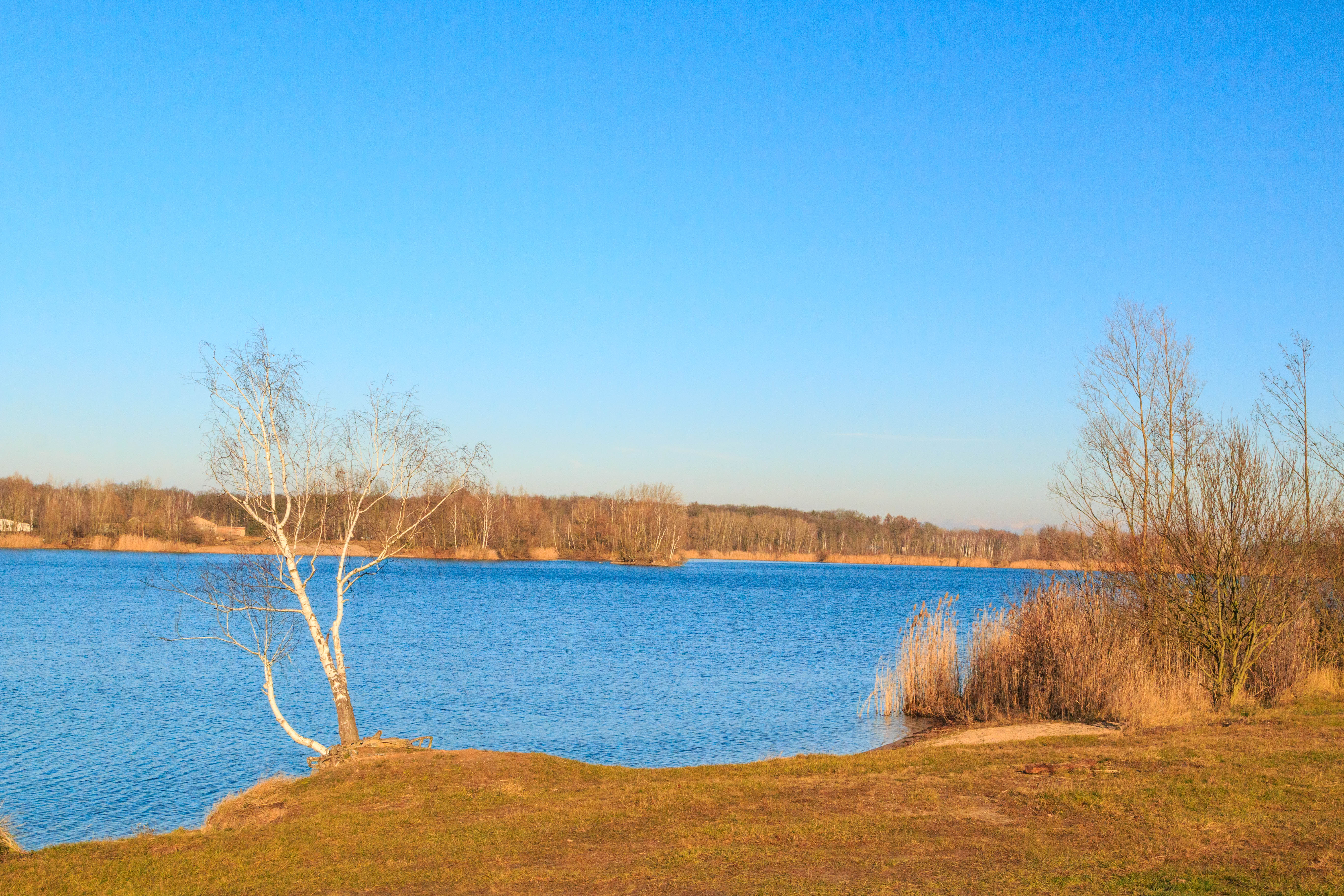
Písník Hrádek
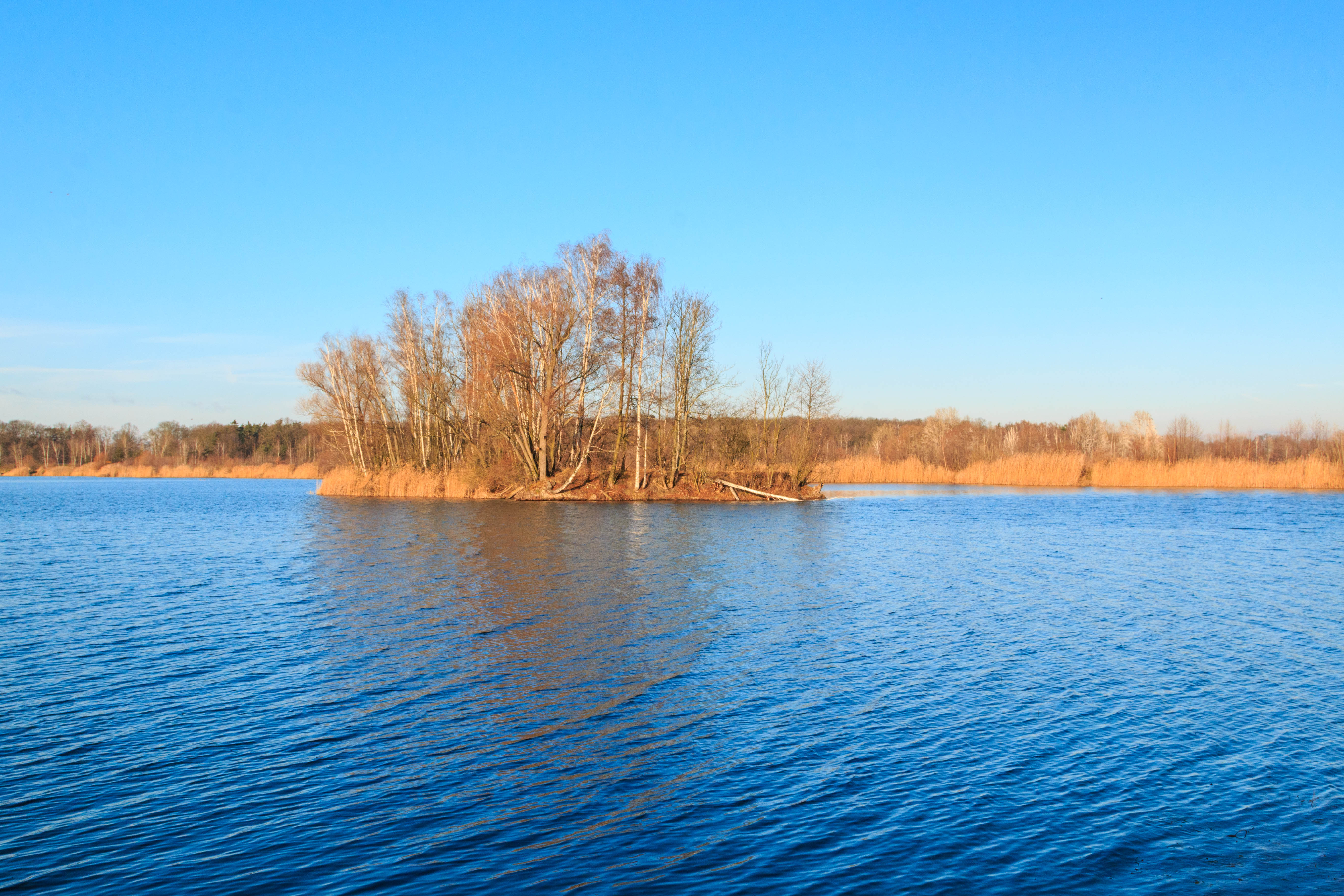
Písník Hrádek
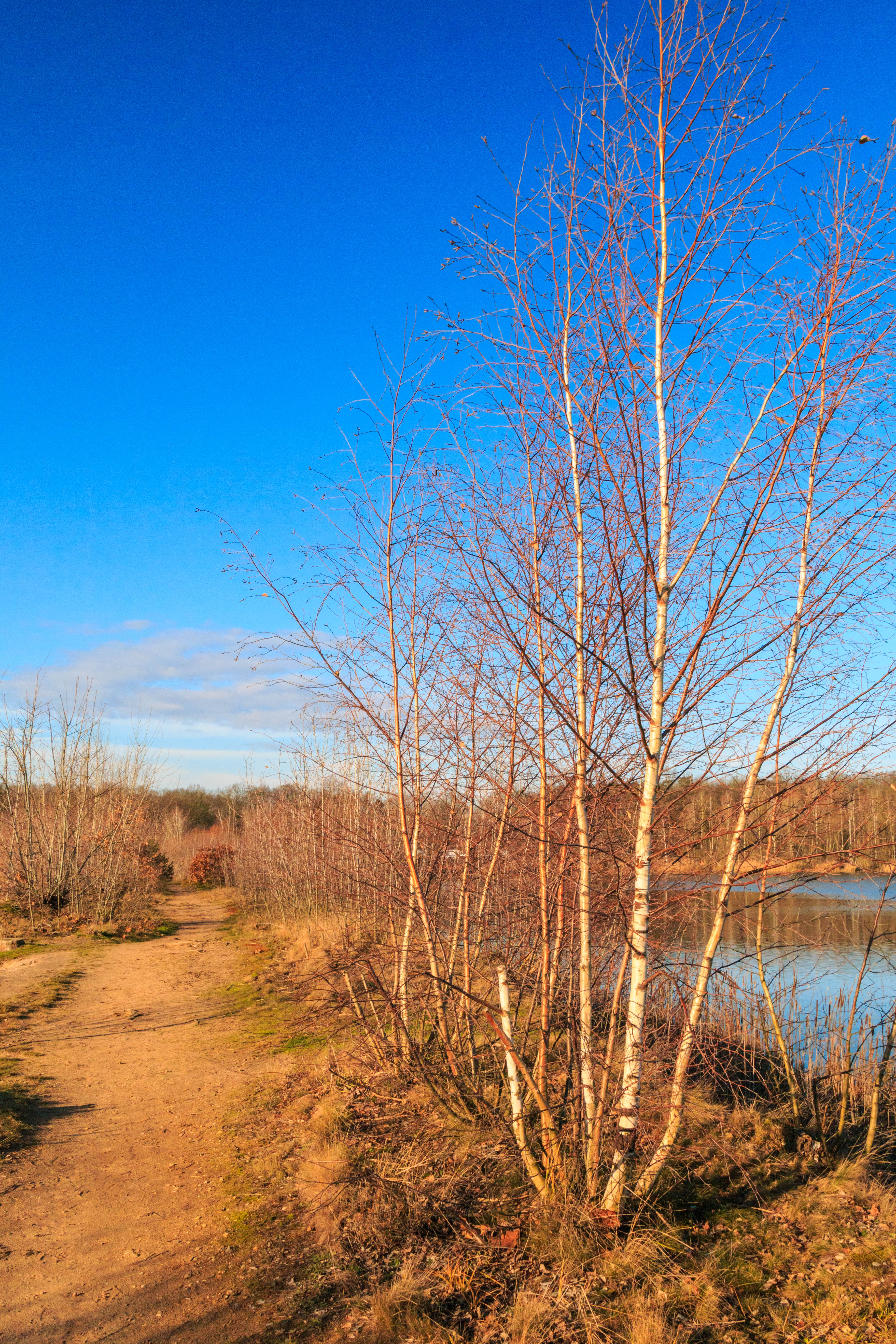
Písník Hrádek
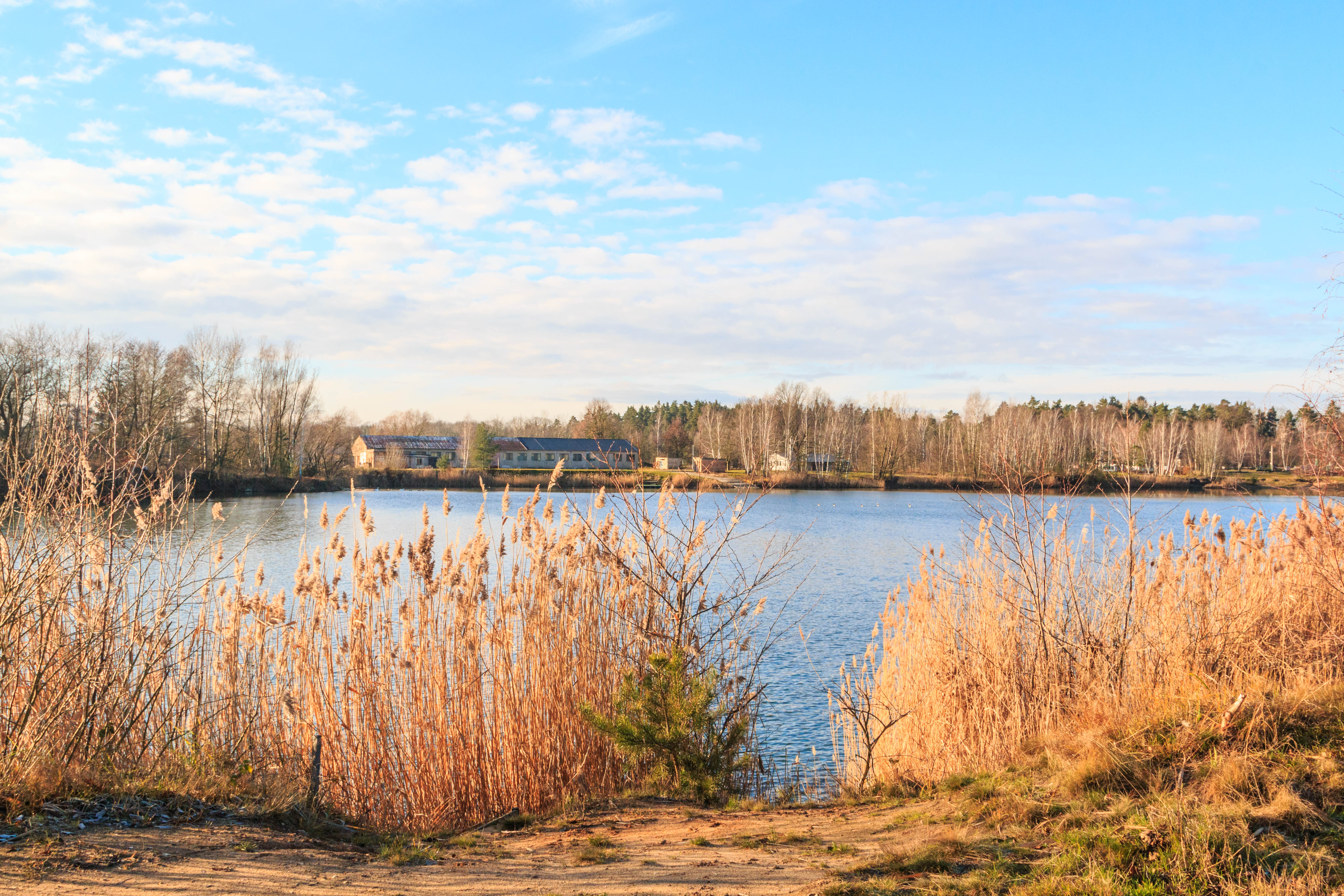
Písník Hrádek